# Mi chiamo Maya
Mi chiamo Maya è un film del 2015 diretto da Tommaso Agnese e prodotto dalla Magda Film, in coproduzione con Rai Cinema.

## Trama
Niki e Alice sono due sorelle, rispettivamente di sedici e nove anni, molto legate alla madre Lena, specialmente dopo l'abbandono da parte del loro padre ed ex compagno di quest'ultima.
Di ritorno a Roma dopo una vacanza in Toscana, dov'erano solite recarsi spesso, le tre rimangono coinvolte in un terribile incidente stradale: Niki rimane illesa mentre Alice se la cava con un braccio rotto, ma Lena perde la vita sul colpo. Improvvisamente le due sorelle, orfane di madre, si ritrovano catapultate in una situazione completamente inedita, trovandosi a essere ospitate temporaneamente in una casa-famiglia e sotto la responsabilità dell'assistente sociale Cecilia Fornari, con il rischio di essere separate.
Per sfuggire a questa circostanza ed evitare di dividersi per sempre, Niki scappa insieme alla sorella cercando rifugio ove possibile, in una sorta di "viaggio d'iniziazione" verso una nuova vita, segnato da incontri con mondi completamente distanti tra loro identificati da persone come la spregiudicata cubista Sara, la viziata Elisabetta, l'artista di strada Marc Bresson e l'oscura punk Bea.